# 戈亚斯州瓜拉尼
戈亚斯州瓜拉尼（葡萄牙語：Guarani de Goiás）是巴西戈亚斯州的一个市镇。总面积1229.122平方公里，总人口3988人，人口密度3.2人/平方公里。